# Viorel Bârloiu
Viorel Bârloiu (n. 1951, comuna Rucăr, județul Argeș) este un general de armată român, care a îndeplinit funcția de consilier de stat la Departamentul Securității Naționale și secretar al CSAT (2001-2006).

## Biografie
Viorel Bârloiu s-a născut în anul 1951, în comuna Rucăr (județul Argeș). A absolvit cursurile Academiei Forțelor Terestre din Sibiu cu rezultate deosebite, fiind avansat la gradul de locotenent. A obținut ulterior titlul științific de doctor în științe militare.
După absolvirea Academiei, a fost comandant de pluton la Batalionul 30 Vânători de Munte Câmpulung Muscel (1973-1974). A avut parte de o ascensiune rapidă fiind avansat și repartizat în următoarele garnizoane: Sibiu, Beiuș, Cluj, Oradea, Alba-Iulia, Buzău, Sibiu, București. Printre altele, a fost ofițer la unitatea de vânători de munte din Huedin (județul Cluj).
În perioada Revoluției din decembrie 1989, maiorul Viorel Bârloiu a îndeplinit funcția de comandant al unităților de vânători de munte din județele Alba și Hunedoara și comandant al garnizoanei Alba Iulia, aflându-se în subordinea directă a generalului-colonel Iulian Topliceanu, comandantul Armatei a 4-a. Audiat în anul 2002 de Curtea Supremă de Justiție în Dosarul Revoluției de la Cluj, proces în care a fost inculpat generalul Topliceanu, care era acuzat că a provocat moartea a 26 de persoane și rănirea altor 52, Viorel Bârloiu a declarat că la revoluție a primit ordin de la generalul Iulian Topliceanu de a apăra Fabrica de armament Cugir, dar când a ajuns la acest obiectiv deja se înregistraseră „46-47 de împușcați”, iar civilii luaseră armele de la milițieni. „Am restabilit ordinea în zonă, iar până la 23 decembrie 1989, unitățile pe care le-am condus nu au folosit armamentul”, a declarat la audiere actualul general Bârloiu.
În anul 1990 a fost avansat la gradul de colonel, apoi în anul 1996 la cel de general de brigadă (cu o stea).
Generalul de brigadă dr. Viorel Bârloiu a îndeplinit ulterior funcțiile de comandant al Academiei Forțelor Terestre din Sibiu (1997) și comandant al Secției Doctrină și Instrucție din Marele Stat Major. El a fost înaintat la gradul de general de divizie (cu 2 stele) începând cu data de 1 decembrie 2000.
În perioada 1 iunie 2001 - 6 ianuarie 2006, generalul Bârloiu a îndeplinit funcția de consilier de stat și secretar al Consiliului Suprem de Apărare al Țării (CSAT). În acest interval, a fost înaintat la gradul de general-locotenent (cu 3 stele) la 1 iunie 2003 și apoi la gradul de general cu patru stele începând cu data de 1 decembrie 2004, când a fost trecut în rezervă. În mai 2005, presa a relatat faptul că generalul Bârloiu a primit, la trecerea în rezervă, salarii compensatorii în sumă de 600 milioane de lei vechi. 
În decembrie 2005, generalul Viorel Bârloiu, secretarul CSAT, a fost acuzat de către consilierul prezidențial Claudiu Săftoiu de intoxicare a opiniei publice, prin furnizarea către presă a unui proiect, deja respins, de modificare a legislației siguranței naționale. Prin acel proiect, se urmărea introducerea, în noua structură a CSAT, a președintelui Senatului ca prim-vicepreședinte al Consiliului, detronând poziția premierului de al doilea om în această structură. El și-a asumat faptul că a transmis către Guvern și Parlament acele proiecte, deși ele nu erau aprobate nici măcar în cadrul grupului de lucru, din cadrul Administrației Prezidențiale. Ca urmare a acestui scandal, Viorel Bârloiu a demisionat din această funcție la data de 6 ianuarie 2006, după ce președintele Traian Băsescu a spus la o ședință cu consilierii de la Palatul Cotroceni că dorește restructurarea secretariatului CSAT.
A fost decorat cu Ordinul Național „Steaua României” în grad de Ofițer (2000).
Este căsătorit și are trei copii.